# Аврелій Валерій Тулліан Сіммах
Марк Аврелій Валерій Тулліан Сіммах Фосфорій (Marcus Aurelius Valerius Tullianus Symmachus Phosphorius, бл. 280 —після 330) — державний діяч часів пізньої Римської імперії.

## Життєпис
Його батько Аврелій Гермоген Сіммах походив з варварів (невідомо — був германцем чи сарматом), який отримав права римського громадянина за імператора Діоклетіана. Згодом він відзначився у ході різних походів римської армії, залишивши статок синові — Марку Аврелію Тулліану Сіммаху, який народився близько 280 року. Зробив кар'єру за часів імператора Костянтина Великого, якого підтримав із самого початку боротьби за владу в імперії. Спочатку обіймав посаду квестора. У 319 році призначається проконсулом Ахайї та вікарієм діоцезу Македонія.
У 330 році стає консулом (разом з Флавієм Галліканом). Втім, незважаючи на свої посади, вважався homo novus, тому не відразу увійшов до римського суспільства. Після 330 року про долю Сіммаха немає відомостей.

## Родина
- Луцій Аврелій Авіаній Сіммах, міський префект Риму 364 року